# Fay Kanin
Fay Kanin (9 de mayo de 1917 - 27 de marzo de 2013) fue una guionista, dramaturga y productora. Kanin fue presidenta de la Academia de Artes y Ciencias Cinematográficas de 1979 a 1983.

## Filmografía
- Sunday Punch (1942, guion, historia)
- Blondie for Victory (1942, historia)
- Goodbye, My Fancy (1951, actuación)
- My Pal Gus (1952, guion original)
- Rhapsody (1954, guion)
- The Opposite Sex (1956, guion)
- Teacher's Pet (1958, guion)
- Rashomon (1959, adaptación)
- The Right Approach (1961, guion)
- Play of the Week: Rashomon (1961, adaptación para televisión)
- Congiura dei dieci, La (1962, guion)
- The Outrage (1964, adaptación)
- Heat of Anger (1972, televisión)
- Tell Me Where It Hurts (1974, televisión)
- Hustling (1975, televisión, productora adjunta)
- Friendly Fire (1979, televisión, coproductora)
- Fun and Games (1980, productora de TV)
- Heartsounds (1984, televisión, productora)

## Premios y distinciones
Premios Óscar
| Año  | Categoría                                                      | Película          | Resultado |
| ---- | -------------------------------------------------------------- | ----------------- | --------- |
| 1959 | Mejor argumento y guion escritos directamente para la pantalla | Enséñame a querer | Nominada  |